# 秋田県立金足農業高等学校
秋田県立金足農業高等学校（あきたけんりつ かなあしのうぎょうこうとうがっこう）は、秋田県秋田市金足に所在する県立農業高等学校。
通称は「金農」（かなのう）。

## 設置学科
- 生物資源科
- 環境土木科
- 食品流通科
- 造園緑地科
- 生活科学科

## 沿革
- 1928年（昭和03年） - 南秋田郡金足村に、秋田県立金足農業学校として創立される。
- 1948年（昭和23年） - 創立20周年。現在の校名に改称される。
- 1955年（昭和30年） - 金足村が分割されて、秋田市と昭和町に編入され、学校所在地周辺は秋田市の一部となる。
- 1984年（昭和59年） - 硬式野球部が第56回選抜高等学校野球大会において春初出場を果たす。また、第66回全国高等学校野球選手権大会において夏初出場ながらベスト4に進出する。
- 1990年（平成02年） - 硬式野球部が第62回選抜高等学校野球大会に出場。
- 1995年（平成07年） - 硬式野球部が第77回全国高等学校野球選手権大会において2回目の出場でベスト8に進出する。
- 1998年（平成10年） - 創立70周年。硬式野球部が第80回全国高等学校野球選手権大会に出場。
- 1999年（平成11年） - 硬式野球部が第71回選抜高等学校野球大会に出場。
- 2001年（平成13年） - 学科を再編し6学科体制とする。第83回全国高等学校野球選手権大会に出場。
- 2007年（平成19年） - 硬式野球部が第89回全国高等学校野球選手権大会に出場。
- 2018年（平成30年） - 創立90周年。硬式野球部が第100回全国高等学校野球選手権記念大会に出場[1]。準優勝を果たす[2]。硬式野球部はその後、同年の国民体育大会において優勝を果たす。
- 2024年（令和6年） - 硬式野球部が第106回全国高等学校野球選手権大会に出場。

## 部活動

### 運動部
- 硬式野球部、ラグビー部、バレー部、ソフトテニス部、バスケ部、卓球部、弓道部、バドミントン部、相撲部、柔道部、剣道部、空手道部、陸上競技部、ウエイトリフティング部、ボクシング

#### 硬式野球部
- 春3回、夏8回の甲子園出場経験があり、プロ野球選手も多数輩出する強豪校である。専用グラウンドや屋内練習場も備えるなど、練習環境にも力を入れる。夏の主な成績は1984年（第66回）で初出場ベスト4、1995年（第77回）でベスト8、2018年（第100回）で準優勝など。
- 第100回記念大会ではエースの吉田輝星を擁し「公立高校」「ベンチメンバー全員が秋田出身」「農業高校」という、第100回大会の甲子園出場校の中では異色のバックグラウンドで、「金足旋風」「金農旋風」を引き起こした。また決勝当日の朝に秋田空港から伊丹空港までの臨時便が出るなど社会現象となった。秋田県勢が夏の甲子園で決勝の舞台に立つのは1915年（第1回）の秋田中以来103年ぶりの出来事であり、準決勝ではNHK秋田放送局の瞬間最高視聴率は66％に達した[3][4]。

### 文化部
- 吹奏楽部、美術部、イラスト部、写真部、JRC部、英会話部、放送部、新聞部、文芸部、科学部

## 交通アクセス
- 追分駅 徒歩約15分

## 主な卒業生
野球
- 佐藤敬典
- 佐々木幸男
- 小野和幸
- 森田実
- 斉藤満
- 足利豊
- 佐川潔
- 石山泰稚
- 吉田輝星

ボクシング
- 榎洋之
- 三浦隆司

相撲
- 豪風旭
- 開隆山勘之亟（中退）

ラグビー
- 鈴木学
- 佐藤雄太
- 戸嶋秀夫

その他
- 大（お笑い芸人、グランジ）
- 伊藤教人（俳優）
- ねじ（お笑いコンビ）
- 鈴木雄大（政治家）